# Джефф Арчибалд
Джефф Арчибалд (англ. Jeff Archibald, 2 лютого 1952) — новозеландський хокеїст на траві.
Олімпійський чемпіон 1976 року, учасник 1972, 1984 років.